# Heterolocha declinata
Heterolocha declinata är en fjärilsart som beskrevs av Louis Beethoven Prout 1928. Heterolocha declinata ingår i släktet Heterolocha och familjen mätare. Inga underarter finns listade i Catalogue of Life.